# Николаевка (Ширяевский район)
Николаевка (укр. Миколаївка) — село, относится к Ширяевскому району Одесской области Украины. Находится на реке Журовка.
Почтовый индекс — 66810. Телефонный код — 4858. Занимает площадь 3,91 км². Код КОАТУУ — 5125482901.

## Население
Согласно 7 ревизии (1815 год) в селе было 96 дворов, 261 житель мужского пола, 206 женского. В 1896 году было 240 дворов, жителей 1611 человек (811 мужчин и 790 женщин). Население по переписи 2001 года составляло 1423 человека.

## Местный совет
66810, Одесская обл., Ширяевский р-н, с. Николаевка, ул. Кучерябы, 126

## Известные уроженцы
- Алексей Павлович Ганский (1870—1908) — российский астроном, геодезист и гравиметрист.
- Пётр Павлович Ганский (1867—1942) — русский художник-импрессионист конца XIX — начала XX века, член Товарищества южнорусских художников.
- Николай Павлович Жуган (1917—2017) — генерал-майор авиации, участник Великой Отечественной войны, Герой Советского Союза (1944).
- Тихон Александрович Кучеряба (1910—1978) — Гвардии подполковник Советской Армии, участник Великой Отечественной войны, Герой Советского Союза (1946).